# Boleścice
Boleścice is een plaats in het Poolse district  Jędrzejowski, woiwodschap Święty Krzyż. De plaats maakt deel uit van de gemeente Sędziszów en telt 370 inwoners.